# Ziekenhuisserie
Een ziekenhuisserie of medische dramaserie is een gedramatiseerde fictiereeks voor televisie met als onderwerp het reilen en zeilen in een (afdeling van een) ziekenhuis. Naast het louter medische aspect wordt er de nodige aandacht besteed aan de persoonlijke, emotionele, amoureuze en/of relationele problemen van de personages (dokters, verplegers, patiënten); soms krijgt dit aspect de overhand en krijgt de reeks de trekken van een soapserie (zoals bij General Hospital). Ziekenhuisseries worden veelal daadwerkelijk in een ziekenhuis opgenomen. Hiervoor worden vaak al dan niet lege etages van ziekenhuizen afgehuurd. Ook gesloten, volledig leegstaande ziekenhuizen of afgedankte ziekenhuisgebouwen zijn een dankbare prooi voor makers van ziekenhuisseries. Hierdoor kan men beschikken over echte ziekenhuisbedden en ziekenhuisapparatuur.
Enkele ziekenhuisseries zijn:
- België
  - Engeltjes (VT4, 1999)
  - Spoed (VTM, 2000-2008)
  - Echte Verhalen: De Kliniek (VTM, 2013-2014)

- Nederland
  - Medisch Centrum West (1988-1994, 2024)
  - Trauma 24/7 (2002)
  - Hartslag (2002-2003)
  - IC (2003-2006)
  - De co-assistent (2007-2010)
  - Centraal Medisch Centrum (2016-heden)

- Australië
  - The Flying Doctors (1986-1992)
  - All Saints (sinds 1998)

- Denemarken
  - Riget, geregisseerd door Lars von Trier

- Duitsland
  - Die Schwarzwaldklinik
  - Stadtklinik (Duitse bewerking van Medisch Centrum West)

- Groot-Brittannië
  - Cardiac Arrest (BBC, sinds 1994)
  - Casualty (BBC, sinds 1986)

- Verenigde Staten
  - Dr. Kildare (1961-1966), met onder anderen Richard Chamberlain
  - General Hospital (sinds 1963)
  - St. Elsewhere (1982-1988)
  - E.R. (1994-2009)
  - Chicago Hope (1994-2000)
  - Port Charles (1997-2003)
  - Strong Medicine (2000-2006)
  - House (2004-2012)
  - Grey's Anatomy (sinds 2005)
  - Nurse Jackie (sinds 2009)
  - Mercy (2009-2010)
  - The Night Shift (2014-2017)
  - Code Black (2015-2018)
  - Chicago Med (sinds 2015)

- Japan
  - Irlyu Team Medical Dragon (2006-2015)

Comedyseries met een ziekenhuis als decor zijn onder meer Doctor in the House (BBC, 1969-1970) en M*A*S*H (VS, 1972-1983, over het leven in een militair veldhospitaal). 